# 喬瓦尼·賈科莫 (蒙費拉托)
喬萬尼·賈科莫（義大利語：Giovanni Giacomo，1395年3月23日—1445年3月12日），蒙費拉托侯爵，提歐多洛二世之子，1418年至1445年在位。

## 家庭
1411年，喬瓦尼·賈科莫與薩伏依伯爵阿梅迪奧七世的女兒喬萬娜結婚，兩人共有4子2女：
1. 喬瓦尼四世（1413年—1464年）
2. 艾梅迪雅（英语：Amadea Palaiologina of Montferrat）（1418年—1440年）
3. 伊莎貝拉（約1419年—1475年）
4. 古列爾莫八世（1420年—1483年）
5. 提歐多洛（英语：Teodoro Paleologo di Montferrato）（1425年—1484年）
6. 波尼法喬（1426年—1494年）